# リアル刑事ごっこ in LA
『リアル刑事（デカ）ごっこ in LA』（原題: Let's Be Cops）は、2014年のアメリカ合衆国のアクション・コメディ映画。
主演はジェイク・ジョンソンとデイモン・ウェイアンズ・Jrが務めた。

## あらすじ
他人からバカにされてばかりのニートのライアンと、気が弱すぎて仕事も恋も上手くいかないジャスティンは長年の親友。そんなある日、大学の同窓会を仮装パーティーだと勘違いし、警官の制服姿でパーティーに参加する。警官姿の仮装によって美女たちから視線を集めることができることに気づく。住民たちから本物の警官扱いされたことに味をしめ、警官になりすまし街をパトロールする。次第に車をパトカーに改造するなど、調子に乗った2人の悪ふざけはエスカレートしていく。やがて地元のマフィアをからかったことから事件に巻き込まれていくのだった…。

## キャスト
- ライアン：ジェイク・ジョンソン（小森創介）
- ジャスティン：デイモン・ウェイアンズ・Jr.（勝杏里）
- ジョジー：ニーナ・ドブレフ（田村睦心）
- シーガース：ロブ・リグル（滝知史）
- モッシ：ジェームズ・ダーシー（伊藤健太郎）
- ブローリン：アンディ・ガルシア（佐々木勝彦）
- プーパ：キーガン＝マイケル・キー（菅原正志）